# Mellanvikt i fristil i brottning vid olympiska sommarspelen 1992
Herrarnas brottningsturnering i fristil i viktklassen mellanvikt vid olympiska sommarspelen 1992 avgjordes i Barcelona i Institut Nacional d'Educació Física de Catalunya. 

## Medaljörer
| Klass      | Guld                | Silver                 | Brons                |
| Mellanvikt | Kevin Jackson · USA | Elmadi Jabrailov · OSS | Rasoul Khadem · Iran |

## Resultat
- TO — Vinst genom fall
- SP — Vinst genom överlägsenhet, 12-14 poängs skillnad, förloraren med poäng
- SO — Vinst genom överlägsenhet, 12-14 poängs skillnad, förloraren utan poäng
- ST — Vinst genom teknisk överlägsenhet, 15 poäng skillnad
- PP — Vinst genom poäng, förloraren med tekniska poäng
- PO — Vinst genom poäng, förloraren utan tekniska poäng
- PA — Vinst genom att motståndaren skadas
- DQ — Vinst genom förverkande
- D2 — Båda brottarna diskvalificerade på grund av passivitet  (0-0 poäng)
- DNA — Dök inte upp
- L — Förluster
- ER — Elimineringsrunda
- CP — Klassificeringspoäng
- TP — Tekniska poäng

- PA — Vinst genom att motståndaren skadats

### Elimineringsrunda

#### Pool A
| L        |                            | CP       | TP       |                            | L        |          |
| Omgång 1 | Omgång 1                   | Omgång 1 | Omgång 1 | Omgång 1                   | Omgång 1 | Omgång 1 |
| -------- | -------------------------- | -------- | -------- | -------------------------- | -------- | -------- |
| 1        | Alcide Legrand (FRA)       | 0-3 PO   | 0-6      | Jozef Lohyňa (TCH)         | 0        |          |
| 1        | Roberto Neves (BRA)        | 0-4 ST   | 1-16     | Nicolae Ghiţă (ROU)        | 0        |          |
| 1        | Atsushi Ito (JPN)          | 0-3 PO   | 0-7      | Elmadi Jabrailov (EUN)     | 0        |          |
| 0        | László Dvorák (HUN)        | 3-0 PO   | 2-0      | Enekpedekumoh Okpuro (NGR) | 1        |          |
| 0        | Hans Gstöttner (GER)       | 3-1 PP   | 3-2      | Rahmat Sofiadi (BUL)       | 1        |          |
| Omgång 2 |                            |          |          |                            |          |          |
| 1        | Alcide Legrand (FRA)       | 4-0 ST   | 15-0     | Roberto Neves (BRA)        | 2        |          |
| 0        | Jozef Lohyňa (TCH)         | 3-1 PP   | 4-2      | Nicolae Ghiţă (ROU)        | 1        |          |
| 2        | Atsushi Ito (JPN)          | 0-3 PO   | 0-8      | László Dvorák (HUN)        | 0        |          |
| 0        | Elmadi Jabrailov (EUN)     | 3-1 PP   | 2-1      | Hans Gstöttner (GER)       | 1        |          |
| 2        | Enekpedekumoh Okpuro (NGR) | 1-3 PP   | 1-4      | Rahmat Sofiadi (BUL)       | 1        |          |
| Omgång 3 |                            |          |          |                            |          |          |
| 2        | Alcide Legrand (FRA)       | 1-3 PP   | 2-3      | Nicolae Ghiţă (ROU)        | 1        |          |
| 1        | Jozef Lohyňa (TCH)         | 1-3 PP   | 7-8      | Elmadi Jabrailov (EUN)     | 0        |          |
| 1        | László Dvorák (HUN)        | 1-3 PP   | 2-4      | Hans Gstöttner (GER)       | 1        |          |
| 1        | Rahmat Sofiadi (BUL)       |          |          | Bye                        |          |          |
| Omgång 4 |                            |          |          |                            |          |          |
| 2        | Rahmat Sofiadi (BUL)       | 1-3 PP   | 2-3      | Jozef Lohyňa (TCH)         | 1        |          |
| 2        | Nicolae Ghiţă (ROU)        | 1-3 PP   | 3-6      | Hans Gstöttner (GER)       | 1        |          |
| 0        | Elmadi Jabrailov (EUN)     | 3-0 PO   | 1-0      | László Dvorák (HUN)        | 2        |          |
| Omgång 5 |                            |          |          |                            |          |          |
| 2        | Jozef Lohyňa (TCH)         | 1-3 PP   | 1-5      | Hans Gstöttner (GER)       | 1        |          |
| 0        | Elmadi Jabrailov (EUN)     |          |          | Bye                        |          |          |

| Brottare                   | L | ER | CP |
| -------------------------- | - | -- | -- |
| Elmadi Jabrailov (EUN)     | 0 | -  | 12 |
| Hans Gstöttner (GER)       | 1 | -  | 13 |
| Jozef Lohyňa (TCH)         | 2 | 5  | 11 |
| Nicolae Ghiţă (ROU)        | 2 | 4  | 9  |
| László Dvorák (HUN)        | 2 | 4  | 7  |
| Rahmat Sofiadi (BUL)       | 2 | 4  | 5  |
| Alcide Legrand (FRA)       | 2 | 3  | 5  |
| Enekpedekumoh Okpuro (NGR) | 2 | 2  | 1  |
| Roberto Neves (BRA)        | 2 | 2  | 0  |
| Atsushi Ito (JPN)          | 2 | 2  | 0  |

#### Pool B
| L        |                          | CP       | TP       |                          | L        |          |
| Omgång 1 | Omgång 1                 | Omgång 1 | Omgång 1 | Omgång 1                 | Omgång 1 | Omgång 1 |
| -------- | ------------------------ | -------- | -------- | ------------------------ | -------- | -------- |
| 1        | Sabahattin Öztürk (TUR)  | 0-3 PO   | 0-1      | Kevin Jackson (USA)      | 0        |          |
| 1        | Robert Kostecki (POL)    | 0-3 PO   | 0-9      | Rasoul Khadem (IRI)      | 0        |          |
| 0        | David Hohl (CAN)         | 3-1 PP   | 3-2      | Pekka Rauhala (FIN)      | 1        |          |
| 1        | José Betancourt (PUR)    | 1-3 PP   | 2-11     | Francisco Iglesias (ESP) | 0        |          |
| 0        | Nergüin Tümennast (MGL)  |          |          | Bye                      |          |          |
| Omgång 2 |                          |          |          |                          |          |          |
| 1        | Nergüin Tümennast (MGL)  | 0-4 DQ   |          | Sabahattin Öztürk (TUR)  | 1        |          |
| 0        | Kevin Jackson (USA)      | 3-1 PP   | 4-3      | Robert Kostecki (POL)    | 2        |          |
| 0        | Rasoul Khadem (IRI)      | 3-1 PP   | 5-2      | David Hohl (CAN)         | 1        |          |
| 1        | Pekka Rauhala (FIN)      | 3-1 PP   | 8-5      | José Betancourt (PUR)    | 2        |          |
| 0        | Francisco Iglesias (ESP) |          |          | Bye                      |          |          |
| Omgång 3 |                          |          |          |                          |          |          |
| 1        | Francisco Iglesias (ESP) | 1-3 PP   | 3-6      | Sabahattin Öztürk (TUR)  | 1        |          |
| 0        | Kevin Jackson (USA)      | 3-1 PP   | 3-2      | David Hohl (CAN)         | 2        |          |
| 0        | Rasoul Khadem (IRI)      | 3-0 PO   | 8-0      | Pekka Rauhala (FIN)      | 2        |          |
| 1        | Nergüin Tümennast (MGL)  |          |          | DNA                      |          |          |
| Omgång 4 |                          |          |          |                          |          |          |
| 2        | Francisco Iglesias (ESP) | 0-3 PO   | 0-8      | Kevin Jackson (USA)      | 0        |          |
| 2        | Sabahattin Öztürk (TUR)  | 0-3 PO   | 0-3      | Rasoul Khadem (IRI)      | 0        |          |
| Omgång 5 |                          |          |          |                          |          |          |
| 0        | Kevin Jackson (USA)      | 3-1 PP   | 3-1      | Rasoul Khadem (IRI)      | 1        |          |

| Brottare                 | L | ER | CP |
| ------------------------ | - | -- | -- |
| Kevin Jackson (USA)      | 0 | -  | 15 |
| Rasoul Khadem (IRI)      | 1 | -  | 13 |
| Sabahattin Öztürk (TUR)  | 2 | 4  | 7  |
| Francisco Iglesias (ESP) | 2 | 4  | 4  |
| David Hohl (CAN)         | 2 | 3  | 5  |
| Pekka Rauhala (FIN)      | 2 | 3  | 4  |
| José Betancourt (PUR)    | 2 | 2  | 2  |
| Robert Kostecki (POL)    | 2 | 2  | 1  |
| Nergüin Tümennast (MGL)  | 1 | 2  | 0  |

### Slutkamper
|                        | CP        | TP        |                          |           |
| 9:e plats              | 9:e plats | 9:e plats | 9:e plats                | 9:e plats |
| ---------------------- | --------- | --------- | ------------------------ | --------- |
| László Dvorák (HUN)    | 1-3 PP    | 1-3       | David Hohl (CAN)         |           |
| 7:e plats              |           |           |                          |           |
| Nicolae Ghiţă (ROU)    | 3-1 PP    | 4-1       | Francisco Iglesias (ESP) |           |
| 5:e plats              |           |           |                          |           |
| Jozef Lohyňa (TCH)     | 3-1 PP    | 2-2       | Sabahattin Öztürk (TUR)  |           |
| Bronsmatch             |           |           |                          |           |
| Hans Gstöttner (GER)   | 0-3 PO    | 0-6       | Rasoul Khadem (IRI)      |           |
| Final                  |           |           |                          |           |
| Elmadi Jabrailov (EUN) | 0-3 PO    | 0-1       | Kevin Jackson (USA)      |           |